# 師任堂，光的日記

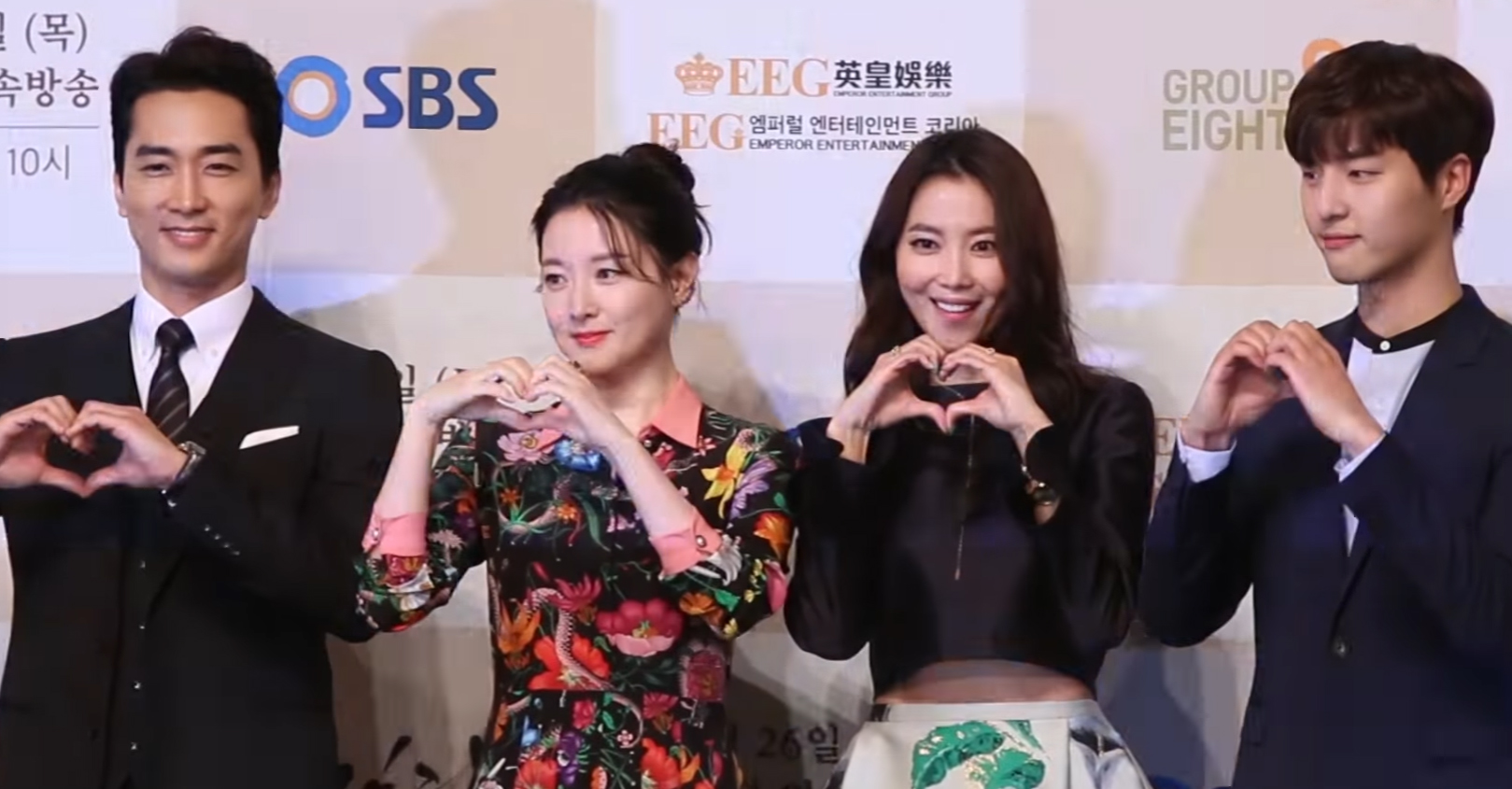
此劇的發布會，左起宋承憲、李英愛、吳允兒、梁世宗

《師任堂，光的日記》（韓語：사임당, 빛의 일기）為韓國SBS於2017年1月26日起播出的特別劇。由《拯救高奉實歐巴桑》尹尚浩導演與朴恩玲編劇再度攜手合作，李英愛、宋承憲主演。此劇也是李英愛在拍攝電視劇《大長今》後，睽違14年的復出作。此外，LINE TV、愛奇藝台灣站、台灣八大電視獲得台灣播映權，香港無綫電視獲得香港播映權，均設配音版本，與韓國同步播出。
本劇原定於2016年10月接檔週末特別計劃劇的《倒數第二次戀愛》，但最後改為播出四集的網絡劇《評價女王》，而此劇則改於水木迷你連續劇時段接檔《藍色海洋的傳說》播出。
2017年4月13日，《師任堂，光的日記》劇組表示，劇集將由30集縮減至28集，提前收官。

## 劇情大綱
講述了一名大學講師徐智允（李英愛 飾）偶然發現申師任堂的日記並解開日記之謎，揭開了申師任堂的藝術和愛情的故事。

## 演員陣容

### 主要人物
| 演員                            | 角色                           | 介紹 | 国语配音 | 国语配音 | 粵語配音              |
| 演員                            | 角色                           | 介紹 | 八大電視 | Oh!K     | 粵語配音              |
| 李英愛 （申師任堂少年：朴慧秀） | 申師任堂                       | 朝鮮王朝中期的著名女性文人、儒學學者、畫家、作家、詩人「師任堂申氏」。劇中救濟貧困流民，與眾流民合作經營造紙坊、楊柳紙所。                                                                                   | 魏晶琦   | 鄭仁麗   | 陸惠玲 （少年：凌晞） |
| 李英愛 （申師任堂少年：朴慧秀） | 徐智允                         | 韓國大學美術史講師。在金剛山圖發表會上被韓尚賢質疑真偽，無法昧著良心說其為真；於前往義大利波隆那參加研討會後被閔政學教授羅織各項不實指控而遭校方解聘。於經歷真假金剛山圖的紛紛擾擾後，最終也成為拉德的一員。 | 魏晶琦   | 鄭仁麗   | 陸惠玲 （少年：凌晞） |
| 宋承憲 （李謙少年：梁世宗）     | 李岒                           | 被指為逆賊的龜城君李浚（世宗大王孫、臨瀛大君李璆的兒子）之孫，圖畫署的首長、比翼堂堂主。後遭中宗定大逆罪被賜死，在眾人的協助下避走義大利。                                                                   | 李世揚   | 黃天佑   | 雷霆                  |
| 宋承憲 （李謙少年：梁世宗）     | 拉德（古美術贗品調查團）創始人 | 對東、西方近現代美術和古美術造詣深厚的神秘人物。 | 李世揚   | 黃天佑   | 雷霆                  |
| 梁世宗                          | 李岒（少年）                   | 19歲時的宜城君李岒。其父為龜城君與邊防妓女所生。九歲前隨其父四海為家過著乞討生活，父親去世後被軒轅莊收留。                                                                                                   | 宋昱璁   | 劉傑     | 張裕東                |
| 梁世宗                          | 韓尚賢                         | 新一代人文學者，文化評論界的新星。與徐智允為前後輩關係，也是徐智允搬家後的樓上鄰居。幫助徐智允解譯師任堂日記。                                                                                               | 宋昱璁   | 劉傑     | 張裕東                |

### 朝鮮時代人物
| 演員                    | 角色         | 介紹 | 国语配音 | 国语配音 | 粵語配音                |
| 演員                    | 角色         | 介紹 | 八大電視 | Oh!K     | 粵語配音                |
| 吳允兒 （少年：尹芮珠） | 徽音堂崔氏   | 閔徵衡的妻子，原為酒館老闆的女兒石順，是師任堂幼年玩伴，共同目睹雲平寺大屠殺而一同逃離，因忌妒師任堂得到宜城君觀照而成為師任堂最大的對手，同師任堂鬥爭大半輩子並多次欲與同黨、殺手一起陷害、殺害師任堂未果。中部學堂母姐會的老大。狀元紙物廛的負責人。曾因愛慕宜城君而前往比翼堂以「黑牡丹」的身分賣藝備受眾男子青睞。石順當年得知閔徵衡的元配無法為他生下兒子時，故意接近閔徵衡，還說願意為他生兒子，她如願以償的嫁給了閔徵衡，雖然有了權力卻不得不對閔徵衡言聽計從，因為她親眼目睹了閔徵衡的兇狠殘暴，所以她不敢招惹閔徵衡。在閔徵衡與倭人勾結後逐步改邪歸正，願意協助師任堂。 | 陳美貞   |          | 梁少霞 （少年：何寶珊） |
| 崔哲浩                  | 閔徵衡       | 崔氏的丈夫、平昌縣令，後為吏曹參判。先前閔徵衡的岳父犯了大事，為了不受牽連，閔徵衡指使崔氏毒死了他的夫人，而後把石順立為正妻。下令屠殺雲平寺的無辜民眾。與宜城君李岒為政敵的對立關係並多次交手打鬥。在惡行惡狀被揭發後曾被流放、抄沒家產，為恢復權勢不惜勾結倭人。最後為中宗利用前去追殺李岒，因改邪歸正的妻子崔氏率殺手群背叛而反被李岒所殺，在李岒追問被其綁架的師任堂下落時遭世子邸下殺手補一箭加速致命。 | 曹冀魯   |          | 蘇強文                  |
| 崔鐘煥                  | 朝鮮中宗     | 朝鮮國第11代國王。雖然廢除了兄長燕山君的部份苛政，但對治國、平天下卻毫不關心且昏庸、多疑。與宜城君為遠房堂兄弟。 | 符爽     |          | 陳欣                    |
| 尹多勳 （少年：盧烱旭） | 李元秀       | 生於1501年，父早亡由母親帶大，未受過教育薰陶故不喜歡讀書、遊手好閒。師任堂的丈夫。師任堂死去十年後的1561年殁。 | 曹冀魯   |          | 葉振聲 （少年：李鎮然） |
| 盧英學                  | 李峼         | 中宗嫡長子，朝鮮王朝世子，後來的朝鮮仁宗。與李岒為親密的朋友。 | 宋克軍   |          | 李鎮然                  |
| 申秀妍                  | 李梅窓       | 師任堂的長女，見龍的姊姊。承襲母親成為朝鮮女畫家 。 | 馮嘉德   |          | 陳皓宜                  |
| 姜修瀚                  | 李璿         | 師任堂的長子，見龍的哥哥。 | 李世揚   |          | 袁淑珍                  |
| 鄭俊元                  | 李見龍       | 師任堂的三子，劇中為次子。最後狀元及第。朝鮮著名儒學、理學大家。 | 魏晶琦   |          | 張頌欣                  |
| 宋俊希                  | 李瑀         | 師任堂的四子，見龍的弟弟。劇中為三子。朝鮮書法家、畫家、詞人。 | 馮嘉德   |          | 何璐怡                  |
| 金泰勇                  | 閔志均       | 崔氏和閔徵衡的長子。原先高傲驕縱。在父閔徵衡死後，母親崔氏為保全子嗣性命將志均、志成兄弟託付由師任堂代為照料，最後金榜題名，攜弟回到母親身邊。 |          |          | 詹健兒                  |
| 崔勝勳                  | 閔志成       | 崔氏和閔徵衡的次子。 |          |          |                         |
| 具惠玲                  | 曇兒         | 師任堂年少時期的婢女、香兒的母親。 |          |          | 許盈                    |
| 張書璟                  | 香兒         | 師任堂中年時的丫鬟。 |          |          | 葉曉欣                  |
| 朴正學                  | 關震         | 陪同中宗微服出巡的內禁衛將。奉命追殺收到中宗詩作的人。其中之一為師任堂的父親申命和。在執行宜城君的流放途中，配合流民劫囚放走宜城君，最後自戕而亡。 |          |          | 李錦綸                  |
| 洪錫天                  | 李夢龍       | 加入比翼堂之藝能人士，單戀宜城君。 | 宋克軍   |          | 李錦綸                  |
| 宋閔亨                  | 尹京普       | 領議政。 |          |          |                         |
| 李周妍                  | 李貞環       | 貞順翁主。個性自大、嬌慣。喜歡師任堂的畫，召見師任堂並希望師任堂教她畫畫。翁主被別人吹捧慣了，以為自己的畫真的畫得很好，師任堂看著翁主自大的樣子，婉言拒絕了翁主，翁主對師任堂很不滿。在南貴人慫恿下，翁主在山上畫畫時碰到了刺客，其實是崔氏帶人故意裝作刺殺公主，而後將公主打暈。崔氏把被打暈了的翁主帶到山腳下，翁主醒後崔氏告訴翁主是她救了翁主，翁主把崔氏視為救命恩人。崔氏知道翁主喜歡畫畫，她故意在翁主面前表現她畫畫的才能，翁主看崔氏畫的畫很好就讓石順當她的老師，崔氏欣然接受。崔氏故意接近翁主，她要利用翁主救出閔徵衡。                                             |          |          | 黃昕瑜                  |
| 劉宗延                  | 林巪正       | 朝鮮時代的義賊，與洪吉童、張吉山齊名。因暴雨石橋塌了，命令手下在河中疊石造路。師任堂得以順利歸鄉。 |          |          | 劉奕希                  |
| 權炳吉                  |              | 軒轅莊管家。 |          |          |                         |
| 尹俊成                  | 李厚         | 李岒的堂侄。 |          |          | 陳卓智                  |
| 具件敏                  |              | 雲幈寺收容的流民。師任堂將自己畫的觀音圖送給這個小女孩，由於上面所題的兩句詩為中宗詩作的前兩句，成了雲幈寺大屠殺的導火線之一。 |          |          |                         |
| 金正學                  | 洪桂弼       | 左議政。 |          |          | 招世亮                  |
| 申哲振                  |              | 雲幈寺住持師父。 |          |          |                         |
| 權彬                    | 李岒（少年） | 15歲時的李岒。四處流浪時，內禁衛將找到了他。 |          |          |                         |
| 安成民                  | 白仁傑       | 中部學堂教授官，栗谷李珥的老師。 |          |          | 劉昭文                  |
| 都敏赫                  | 張太龍       | 透過領議政的關係想要進入中部學堂的富家少爺。 |          |          | 黃麗芳                  |
| 朴俊勉                  | 孔氏夫人     | 全羅道首富的長媳、張太龍的母親，後來與師任堂成為好友。 |          |          | 謝潔貞                  |
| 全秀卿                  | 徐氏夫人     | 節度使夫人，中部學堂子母會主要人物。 |          |          | 伍秀霞                  |
| 李成旭                  | 千振錫       | 流民隊長，與手下流民們協助師任堂開辦造紙工坊。 |          |          |                         |
| 禹賢                    | 萬德         | 前造紙署匠人，偷走師任堂辛苦造出的紙，後受崔氏指使加入師任堂的造紙工坊獲取情報。 |          |          |                         |
| 金鎮根                  |              | 捕盜廳隊長，奉命逮捕師任堂造紙工坊的流民。 |          |          |                         |
| 羅光旭                  |              | 明國派到朝鮮的使臣。 |          |          |                         |
| 李在昱                  | 蘇世讓       | 朝鮮派往明國的使臣。與宜城君為好友，在其避走義大利時亦提供協助。 |          |          | 劉昭文                  |
| 金海淑                  | 南貴人       | 朝鮮成宗之後宮。依照劇中年代，已升為嬪。敵視宜城君。 南貴人一直在挑撥中宗和宜城君的關係，以至於中宗對宜城君有了很大的敵意，中宗遂認為宜城君是覬覦王位故意接近世子的。南貴人還慫恿貞順翁主偷偷外出畫畫以致遭逢襲擊。 | 陳美貞   |          | 雷碧娜                  |
| 許成泰                  | 王廷哲       | 明國派往朝鮮的刺使。 |          |          | 張錦江                  |
| 朴魯植                  |              | 師任堂造紙工坊的流民之一。 |          |          |                         |
| 李海榮                  | 李滉         | 號退溪，歷任中宗、仁宗、明宗、宣祖時代之文官；在比翼堂開設夫婦商談課程。 | 符爽     |          | 陳廷軒                  |
| 金旼喜                  | 酒館權氏     | 後來成為李元秀的妾。 |          |          | 曾佩儀                  |
| 張勇哲                  | 八峰         | 雲幈寺大屠殺中倖存的造紙匠。陪同師任堂重回雲幈寺尋找製造高麗紙的秘法。最後為崔氏之殺手所殺。 | 宋克軍   |          |                         |

### 現代人物
| 演員   | 角色     | 介紹 | 国语配音 | 国语配音 | 粵語配音 |
| 演員   | 角色     | 介紹 | 八大電視 | Oh!K     | 粵語配音 |
| 崔鐘煥 | 閔政學   | 韓國大學人文學院院長，徐智允的指導教授、「善」美術館館長的學長。韓國美術史學界的權威人士，表面上看來是個好人，實際上卻內心陰暗、不擇手段。後晉升韓國大學校長。最後為搶奪畫作真跡派出打手傷害徐智允，在朱美愛館長爆料出一切真相後被警方逮捕。 | 符爽     | 吳文民   | 陳欣     |
| 金海淑 | 金貞熙   | 鄭民錫的母親，徐智允的婆婆。 | 陳美貞   | 錢欣郁   | 雷碧娜   |
| 李海榮 | 鄭民錫   | 徐智允的丈夫，年薪過億的基金經理。在找到了先進集團的雙重帳簿後認知只要他把帳簿交給檢察機關，先進集團就會受到調查，但是之前協助他的先進集團的保安隊長卻背叛他，保安隊長奉會長的命令把鄭民錫帶到會長的跟前。保安隊長在鄭民錫的飲料裏下了安眠藥，準備把他帶到會長面前，卻不料鄭民錫在路上突然醒來，鄭民錫知道保安隊長的意圖後，強行制止他停車，兩個人爭執之際，車衝進了河裏。幸免於難。 | 符爽     | 周寧     | 陳廷軒   |
| 朴俊勉 | 高惠貞   | 徐智允的朋友，實力派的古藝術品復原專家。 | 馮嘉德   | 馮友薇   | 謝潔貞   |
| 具惠玲 | 紋身女   | 徐智允搬家時擋路的女子。其後三番兩次故意向智允的婆婆找麻煩。 |          |          | 許盈     |
| 李泰雨 | 鄭恩修   | 徐智允與鄭民錫的兒子。 | 馮嘉德   | 許淑嬪   | 羅孔柔   |
| 金美京 | 朱美愛   | 「善」美術館館長，先進集團許英朝會長的妻子。最後抖出其夫與閔政學操弄金剛山圖真偽以圖利的犯罪真相。 | 魏晶琦   | 錢欣郁   | 林丹鳳   |
| 金英俊 | 南助教   | 奉命監視徐智允。 | 曹冀魯   |          |          |
| 金弘釗 | 文助教   | 奉命監視徐智允。 | 李世揚   |          | 陳灝瑋   |
| Anda   | 安娜     | 「善」美術館朱館長與許會長的女兒，暗戀韓尚賢。 |          |          | 張頌欣   |
| 宋閔亨 | 許英朝   | 先進集團會長、「善」美術館朱美愛館長的丈夫。誣陷並侵吞鄭民錫的公司。 最後為警方逮捕。 | 宋克軍   | 黃天佑   | 陳永信   |
| 李周妍 |          | 現代大學講師徐智允的後輩，申館長的侄女。 |          |          | 黃昕瑜   |
| 全秀卿 | 昌民母親 | 是位極性（表示過分的心態及行為）媽媽。 |          |          | 伍秀霞   |
| 金正學 | 金善宇   | 鄭民錫的後輩。起初他是鄭民錫被通緝後居中與徐智允聯繫的管道，後來他奉先進集團許會長之命，企圖奪回雙重帳簿，對鄭民錫下藥。鄭民錫在途中清醒，雙方拉扯下車子失速衝破護欄而墜海。於事故中身亡。 |          |          | 黃啟昌   |
| 李在昱 |          | 鄭恩修的心理醫師。 |          |          | 劉昭文   |
| 朴魯植 |          | 高惠貞的丈夫。 |          |          | 梁偉德   |
| 崔用閔 |          | 徐智允的父親。 | 曹冀魯   |          | 張炳強   |
| 安成民 |          | 徐智允婆婆的主治醫師。 |          |          | 劉昭文   |
| 金旼喜 |          | 徐智允打工的牛雜湯店負責人。 |          |          |          |
| 張勇哲 |          | 文化部次長。 |          |          |          |
| 禹賢   |          | 古美術協會會長。 |          |          |          |
| 盧英學 |          | 拉德（古美術贗品調查團）成員之一，餐廳主人。 | 宋克軍   |          |          |
| 劉宗延 |          | 餐廳顧客。 |          |          |          |
| 尹多勳 |          | 徐智允的急救醫生。 |          |          |          |
| 崔哲浩 |          | 執行逮捕閔政學的檢警人員。 |          |          |          |
| 尹俊成 |          | 與徐智允同機飛往義大利的旅客。 |          |          | 陳卓智   |

### 其他人物
| 演員          | 角色 | 介紹                                                                | 国语配音 | 国语配音 | 粵語配音 |
| 演員          | 角色 | 介紹                                                                | 八大電視 | Oh!K     | 粵語配音 |
|               |      | 韓國大學教務處職員。向徐智允解釋更換講師的原因。                    |          |          | 魏惠娥   |
| 康哲城        |      | 韓國大學教務處職員。                                                |          |          |          |
| 趙昌根        |      | 徐智允從義大利帶回不明植物種籽，海關動、植物檢疫處負責檢疫的人員。  |          |          | 馮錦堂   |
| Raimund Royer |      | 徐智允到義大利波隆那（Bologna）參加研討會時在飯店櫃枱前遇見的學者。 |          | 黃天佑   | 招世亮   |
| 白允欽        |      | 到鄭民錫家中討債的債權人之一。                                      |          |          |          |
| 金奎宣        |      | 鄭民錫的叔叔。                                                      |          | 周寧     |          |

### 特別出演
| 演員   | 角色     | 介紹 | 国语配音 | 国语配音 | 粵語配音 |
| 演員   | 角色     | 介紹 | 八大電視 | Oh!K     | 粵語配音 |
| 潘曉靜 |          | 李岒的姑母。                                                                                               |          |          | 袁淑珍   |
| 李京進 | 龍仁李氏 | 師任堂的母親。                                                                                             | 魏晶琦   |          | 沈小蘭   |
| 崔日和 | 申命和   | 1476年生至1522年殁，師任堂的父親。劇中於中宗所賜之己卯士禍逐客詩句一案中成為被朝廷殺害滅口的其中一個大臣。 | 曹冀魯   |          | 張炳強   |
| 金曙羅 |          | 閔政學的妻子。                                                                                             |          | 鄭仁君   | 曾秀清   |
| 尹錫花 | 端敬王后 | 朝鮮中宗的元配。劇中的身份是廢妃慎氏，英祖十五年復位。                                                     |          |          | 沈小蘭   |

### 歷史考証
- 劇中人物李謙（李岒）影射朝鮮時代宗室畫家李巖（朝鲜语：이암 (조선)）。
- 李巖（1499～？）是朝鮮中期的畫家。字靜仲，本貫全州。他是朝鮮王朝第四代國王－世宗大王的第四子（臨瀛大君）的曾孫。善於繪畫花、鳥、昆蟲、動物等。作品有〈母犬圖〉[8]、〈花鳥狗子圖（朝鲜语：이암필 화조구자도）〉[9]等。於1545年時任杜城令，與其私奴李上佐（朝鲜语：이상좌）參與了中宗肖像的繪製。[10]
- 根據璿源錄，世宗大王內外子孫錄的記載，李巖的確是臨瀛大君的曾孫，但並不是李浚的孫子，而是李濯的孫子。世宗大王－李璆（臨瀛大君）－李濯（輪山君）－李植（加德副守）－李巖（杜城令）。
- 第5集，中宗35年，劇中的左議政為洪桂弼（홍계필）、右議政為趙允坪（조윤평）；歷史上中宗35年的左議政為洪彦弼（홍언필）、右議政為金克成（김극성）、尹仁鏡（윤인경）；而領議政為尹殷輔（윤은보）。
- 第5集，中宗35年，1540年。李珥4歲（1536年生）、而李瑀（1542年生）則還未出生。劇中兩人約為10歲和4歲。
- 第5集，劇中提到李浚為臨瀛大君長子，事實上他是臨瀛大君嫡二子。
- 師任堂育有四男三女，劇中只出現三男一女。
- 第6集，劇中李謙（李岒）所畫的〈母犬圖〉沒有一般書畫家的落款。
- 李璿生於甲申（1524年），李珥生於丙申（1536年），兩人年齡相差12歲，劇中兩位小演員年齡只差4歲。
- 第12集，畫面上打出1501年（中宗在位1年），而歷史上中宗在位期間為1506年－1544年。
- 第17集，朝廷貼出「全國高麗紙造紙競進」榜文，榜示日期為己酉年二月三日[11]。而最接近該時代的己酉年為1549年，那時中宗已經不在人世。在位者為朝鮮明宗（在位期間1545年－1567年）。
- 第17集，李元秀接到「吏曹為差定事」派令 [12]，其上日期為嘉靖23年（1544年）11月23日，歷史上這天也是在中宗逝世（1544年11月15日）後。而劇中，中宗依然在世。劇中的告示榜文及派令最多只差幾天，但看日期顯然差了幾年。
- 韓版第27集、台灣愛奇藝第29集，徐智允穿越到師任堂時代（當時為 1544年），宜城君將於五月十五日午時被流放。徐智允建議師任堂，要幫助宜城君到義大利去。並說：「……宜城君如果想要安全抵達義大利，壬寅年五月之前，要到天竺國一個名叫果阿的地方。……」，而問題是那時代的「壬寅年」為 1542年或1602年，前者已經過去，而後者遙不可及，根本來不及解救宜城君。
- 台灣愛奇藝第30集，師任堂逝世（歷史上為1551年，劇中未說明年代，營造一個模糊空間），距她搬到漢城（據記載為38歲，劇中為1540年）約有10年或以上。劇中她的孩子們卻沒有長大。

## 原聲帶
- Part.1（發行日期：2017年2月2日）

| 曲序 | 曲目                               | 演唱            | 时长 |
| ---- | ---------------------------------- | --------------- | ---- |
| 1.   | 那時，那日，我們（그때 그날 우리） | 惠美（FIESTAR） | 4:50 |
| 2.   | 那時，那日，我們（Inst.）          |                 | 4:50 |

- Part.2（發行日期：2017年2月9日）

| 曲序 | 曲目        | 演唱             | 时长 |
| ---- | ----------- | ---------------- | ---- |
| 1.   | 緣（연）    | 金倫我（紫雨林） | 3:58 |
| 2.   | 緣（Inst.） |                  | 3:58 |

- Part.3（發行日期：2017年2月16日）

| 曲序 | 曲目                    | 演唱    | 时长 |
| ---- | ----------------------- | ------- | ---- |
| 1.   | 向你走去（너에게 간다） | The One | 4:23 |
| 2.   | 向你走去（Inst.）       |         | 4:23 |

- Part.4（發行日期：2017年2月17日）

| 曲序 | 曲目                                   | 演唱 | 时长 |
| ---- | -------------------------------------- | ---- | ---- |
| 1.   | 任何時間，任何地方（언제든, 어디라도） | LYn  | 4:29 |
| 2.   | 任何時間，任何地方（Inst.）            |      | 4:29 |

- Part.5（發行日期：2017年2月24日）

| 曲序 | 曲目                | 演唱 | 时长 |
| ---- | ------------------- | ---- | ---- |
| 1.   | 為何如此（왜 그댈） | Zia  | 4:13 |
| 2.   | 為何如此（Inst.）   |      | 4:13 |

- Part.6（發行日期：2017年3月2日）

| 曲序 | 曲目                          | 演唱                | 时长 |
| ---- | ----------------------------- | ------------------- | ---- |
| 1.   | 再一次的愛（단 한 번의 사랑） | 李秀（M.C The Max） | 3:43 |
| 2.   | 再一次的愛（Inst.）           |                     | 3:43 |

- Part.7（發行日期：2017年3月15日）

| 曲序 | 曲目                     | 演唱   | 时长 |
| ---- | ------------------------ | ------ | ---- |
| 1.   | 記憶喪失症（기억상실증） | 金範洙 | 3:48 |
| 2.   | 記憶喪失症（Inst.）      |        | 3:48 |

- Part.8（發行日期：2017年3月23日）

| 曲序 | 曲目                | 演唱      | 时长 |
| ---- | ------------------- | --------- | ---- |
| 1.   | 星之歌（별의 노래） | MelodyDay | 3:39 |
| 2.   | 星之歌（Inst.）     |           | 3:39 |

- Part.9（發行日期：2017年4月5日）

| 曲序 | 曲目                        | 演唱 | 时长 |
| ---- | --------------------------- | ---- | ---- |
| 1.   | 沒有人知道（아무도 모르게） | ANDA | 4:10 |
| 2.   | 沒有人知道（Inst.）         |      | 4:10 |

- Part.10（發行日期：2017年4月19日）

| 曲序 | 曲目          | 演唱                     | 时长 |
| ---- | ------------- | ------------------------ | ---- |
| 1.   | Half          | 文炯書（THE BOYZ- KEVIN) | 3:58 |
| 2.   | Half（Inst.） |                          | 3:58 |

## 其他搭配歌曲
- 台灣八大戲劇台版本
  - 片頭曲：郭修彧《抽象圖》、信《唱不完的副歌》、陳彥允《I'm Burning》
  - 片尾曲：吳克群《孤獨是會上癮的》

- 台灣八大綜合台版本
  - 片尾曲：閻奕格《亦敵亦友》

- 香港無綫電視版本
  - 粵語版：容祖兒 、李克勤《時間的錯》
  - 國語版：容祖兒《記憶的味蕾》

## 收視率
| 集數       | 播出日期   | TNmS 收視率      | TNmS 收視率    | AGB 收視率       | AGB 收視率     |
| 集數       | 播出日期   | 大韓民國（全國） | 首爾（首都圈） | 大韓民國（全國） | 首爾（首都圈） |
| ---------- | ---------- | ---------------- | -------------- | ---------------- | -------------- |
| 1          | 2017/01/26 | 13.9%            | 16.0%          | 15.6%            | 16.6%          |
| 2          | 2017/01/26 | 11.8%            | 13.4%          | 16.3%            | 16.6%          |
| 3          | 2017/02/01 | 10.6%            | 12.2%          | 13.0%            | 13.5%          |
| 4          | 2017/02/02 | 10.2%            | 11.5%          | 12.3%            | 12.6%          |
| 5          | 2017/02/08 | 8.6%             | 9.9%           | 10.7%            | 11.0%          |
| 6          | 2017/02/09 | 8.7%             | 10.3%          | 12.0%            | 12.5%          |
| 7          | 2017/02/15 | 7.0%             | 8.7%           | 9.7%             | 10.2%          |
| 8          | 2017/02/16 | 7.8%             | 9.0%           | 10.3%            | 10.7%          |
| 9          | 2017/02/22 | 7.6%             | 8.6%           | 9.8%             | 10.4%          |
| 10         | 2017/02/23 | 8.3%             | 9.9%           | 10.1%            | 10.7%          |
| 11         | 2017/03/01 | 7.7%             | 9.1%           | 9.6%             | 9.7%           |
| 12         | 2017/03/02 | 8.4%             | 9.4%           | 10.3%            | 10.3%          |
| 13         | 2017/03/08 | 7.8%             | 8.7%           | 10.3%            | 10.3%          |
| 14         | 2017/03/09 | 8.4%             | 9.1%           | 10.5%            | 10.7%          |
| 15         | 2017/03/15 | 8.4%             | 9.0%           | 10.4%            | 10.8%          |
| 16         | 2017/03/16 | 9.3%             | 10.5%          | 10.2%            | 10.2%          |
| 17         | 2017/03/22 | 8.3%             | 9.0%           | 9.4%             | 9.1%           |
| 18         | 2017/03/23 | 9.0%             | 10.4%          | 10.0%            | 9.9%           |
| 19         | 2017/03/29 | 8.1%             | 9.7%           | 9.0%             | 9.3%           |
| 20         | 2017/03/30 | 8.2%             | 9.4%           | 9.3%             | 9.3%           |
| 21         | 2017/04/05 | 8.6%             | 10.0%          | 9.4%             | 8.8%           |
| 22         | 2017/04/06 | 8.7%             | 9.3%           | 9.6%             | 9.3%           |
| 23         | 2017/04/12 | 7.4%             | 8.4%           | 8.5%             | 8.4%           |
| 24         | 2017/04/19 | 6.0%             | 6.2%           | 6.1%             | 5.9%           |
| 25         | 2017/04/20 | 7.2%             | 7.9%           | 8.3%             | 8.8%           |
| 26         | 2017/04/26 | 6.4%             | 6.9%           | 7.8%             | 7.7%           |
| 27         | 2017/04/27 | 7.4%             | 7.8%           | 8.4%             | 8.5%           |
| 28         | 2017/05/04 | 6.8%             | 7.5%           | 8.2%             | 8.8%           |
| 平均收視率 | 平均收視率 | 8.41%            | 9.56%          | 10.18%           | 10.38%         |

- 收視最低的集數以藍色表示，收視最高的集數以紅色表示，而空格則表示該集的收視沒有相關數據。

## 同時段競爭節目
- KBS：《金科長》、《推理的女王》
- MBC：《Missing9》、《自體發光辦公室》

## 外部連結
- 韓國SBS官方網站 （页面存档备份，存于）
- 时光网上《師任堂，光的日記》的資料（简体中文）
- 豆瓣电影上《師任堂，光的日記》的資料 （简体中文）

| SBS 特別劇                                                                                      | SBS 特別劇                                       | SBS 特別劇                                          |
| ----------------------------------------------------------------------------------------------- | ------------------------------------------------ | --------------------------------------------------- |
|                                                                                                 | 師任堂，光的日記 （2017年1月26日－2017年5月4日） |                                                     |
| 藍色海洋的傳說 （2016年11月16日－2017年1月25日）                                                | 奇怪的搭檔 （2017年5月10日－2017年7月13日）      |                                                     |
| 臺灣 八大戲劇台 星期三、四 22:00 - 23:25 · 1月26日 21:00 - 23:50                                |                                                  |                                                     |
| 女醫·明妃傳（22:00 - 00:00） （2016年12月23日－2017年1月25日）                                  | 師任堂 （2017年1月26日－2017年5月4日）           | 錦繡未央 （2017年5月8日－2017年6月19日）            |
| 臺灣 龍華影劇台 星期一至五 20:00－22:00（兩集連播）                                             |                                                  |                                                     |
| 湛藍的天                                                                                        | 師任堂 （2017年4月19日－2017年5月16日）          | 五個孩子                                            |
| 臺灣 八大綜合台 星期六 22:00 - 00:00                                                            |                                                  |                                                     |
| 植劇場：花甲男孩轉大人（重播） （2017年8月26日－2017年10月7日）                                 | 師任堂 （2017年10月14日－2018年2月24日）         | Heart to Heart心連心 （2018年3月3日－2018年5月5日） |
| 新加坡、 马来西亚、 印度尼西亞 Oh!K 星期三至四 21:05 - 22:15 · 1月26日 21:05 - 23:25（2集连播） |                                                  |                                                     |
| 举重精灵（星期四至五） （2016年11月17日－2017年1月12日）                                        | 师任堂 （2017年1月26日－2017年5月4日）           | 最佳戀人（星期二至五）                              |
| 日本 KNTV 星期六、日 20:45 - 22:00                                                              |                                                  |                                                     |
| 嫉妒的化身 （2016年10月22日－2017年1月14日）                                                    | 師任堂，光的日記 （2017年1月28日－）             | —                                                   |
| 香港 無綫網絡電視韓劇台 星期五、六 20:00 - 21:15                                                |                                                  |                                                     |
| 倒數第二次愛情 （2017年2月17日－2017年4月22日）                                                 | 師任堂 （2017年4月28日－2017年8月5日）           | 拖喼打官司 （2017年8月11日－2017年9月30日）         |
| 香港 無綫電視J2 星期一至五 23:05 - 00:00 · 12月1日 暫停播映                                     |                                                  |                                                     |
| （2017年9月8日 - 2017年11月23日）                                                               | 師任堂 （2017年11月24日 - 2018年1月18日）        | 三流人生 （2018年1月19日 - 2018年2月21日）          |